# Томас Партей
Томас Теє Партей (англ. Thomas Teye Partey, нар. 13 червня 1992, Одумасе Кробо, Гана) — ганський футболіст, опорний півзахисник лондонського «Арсенала».

## Клубна кар'єра
Вихованець молодіжних команд клубів «Одумета» і «Атлетіко» (Мадрид). В дорослому футболі дебютував у 2013 році за «фарм-клуб мадридського Атлетіко». Крім того, під час виступів за «Атлетіко Б» виступав на правах оренди за «Мальорку» і «Альмерію».
2015 був переведений до основної команди «Атлетіко». Дебютував за команду у домашньому матчі проти «Еспаньйола» (1:0).
2020 року приєднався до складу «Арсенала».

## Титули та досягнення

### Командні
- «Атлетіко» (Мадрид)

Чемпіон Іспанії (1): 2021
Переможець Ліги Європи УЄФА (1): 2018
Володар Суперкубка УЄФА (1): 2018
- «Арсенал»

Володар Суперкубка Англії (1): 2023